# Premio Iberoamericano de Poesía Pablo Neruda
El Premio Iberoamericano de Poesía Pablo Neruda es un galardón anual otorgado por el Ministerio de las Culturas, las Artes y el Patrimonio de Chile, a través del Consejo Nacional del Libro y la Lectura.
Fue creado en 2004 por acuerdo entre el Consejo del Libro y la Fundación Pablo Neruda (patrocinador) como homenaje del centenario del natalicio de Pablo Neruda. Se otorga anualmente «a un autor o autora que posea una reconocida trayectoria y que su trabajo sea una entrega notable al diálogo cultural y artístico de Iberoamérica».
El premio consiste en 60 mil dólares estadounidenses, una medalla y un diploma.
En 2012 se entregó por primera vez su símil en prosa, el Premio Iberoamericano de Narrativa Manuel Rojas, en honor al autor de Hijo de ladrón, que en aquella ocasión lo ganó el brasileño Rubem Fonseca.

## Galardonados

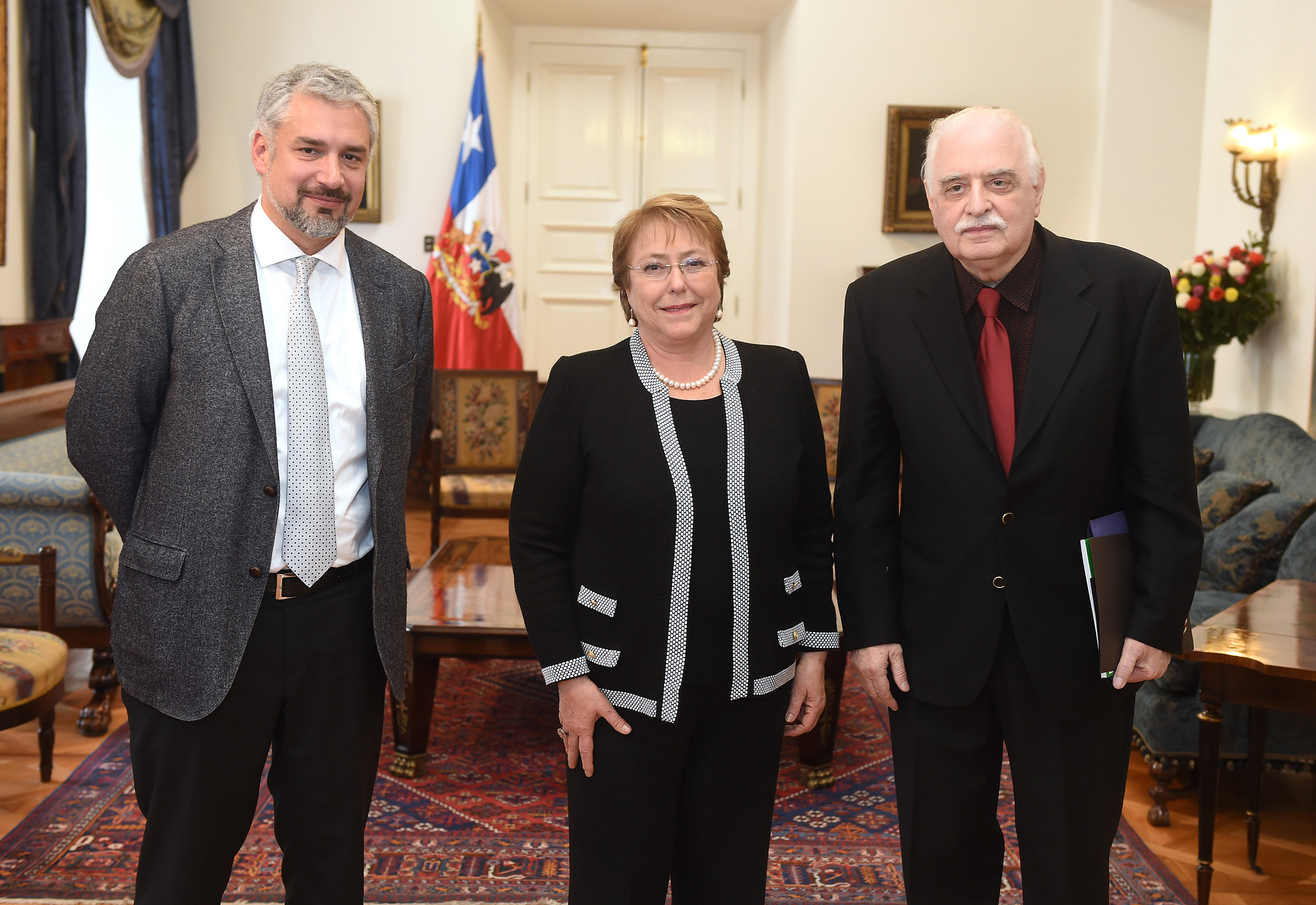
Augusto de Campos (derecha) recibiendo recibiendo el premio en 2015, junto a la presidenta Michelle Bachelet y el ministro Ernesto Ottone.

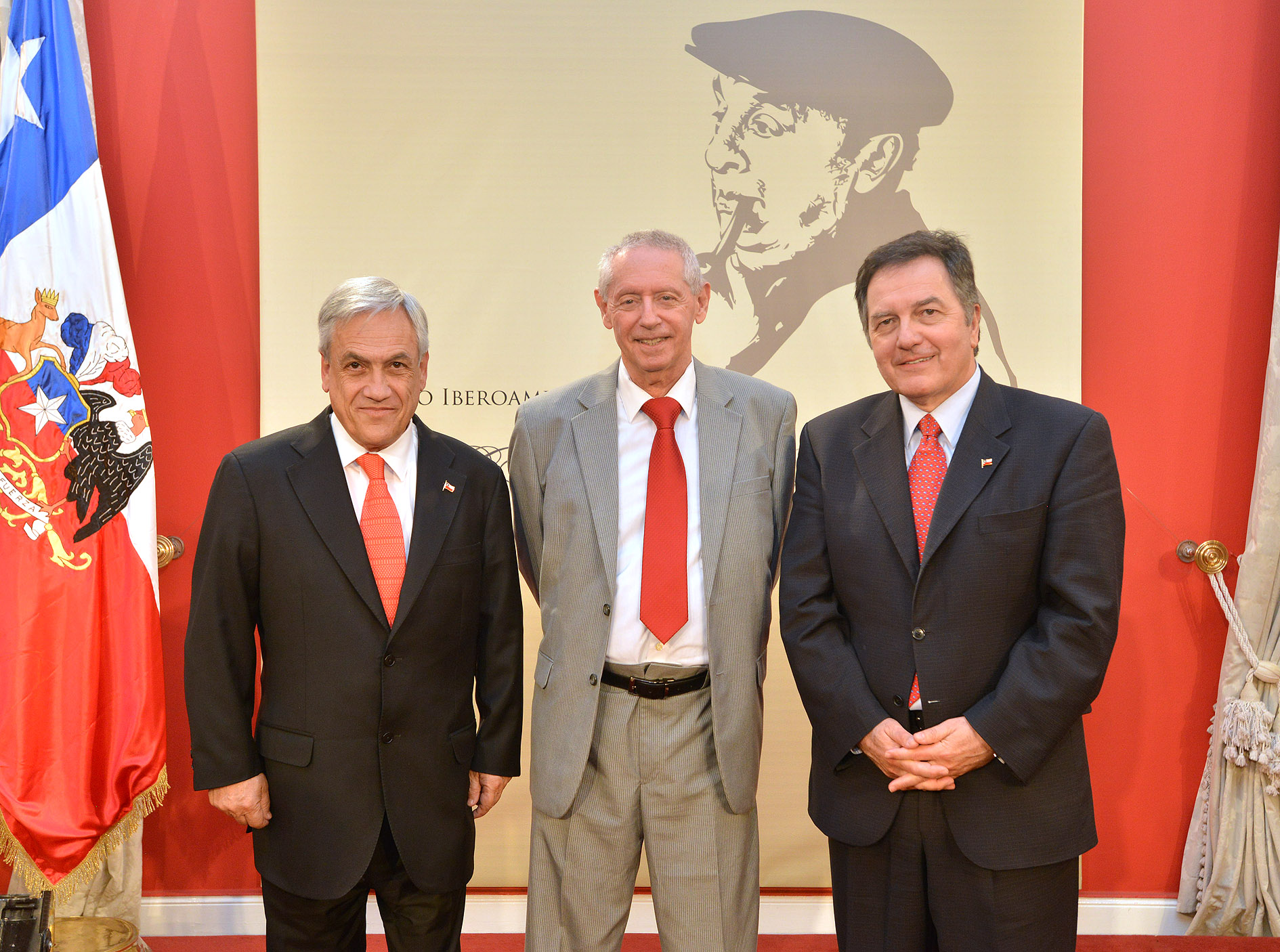
José Kozer recibiendo el premio en 2013, junto al expresidente Sebastián Piñera (izquierda) y el ministro Roberto Ampuero (derecha).

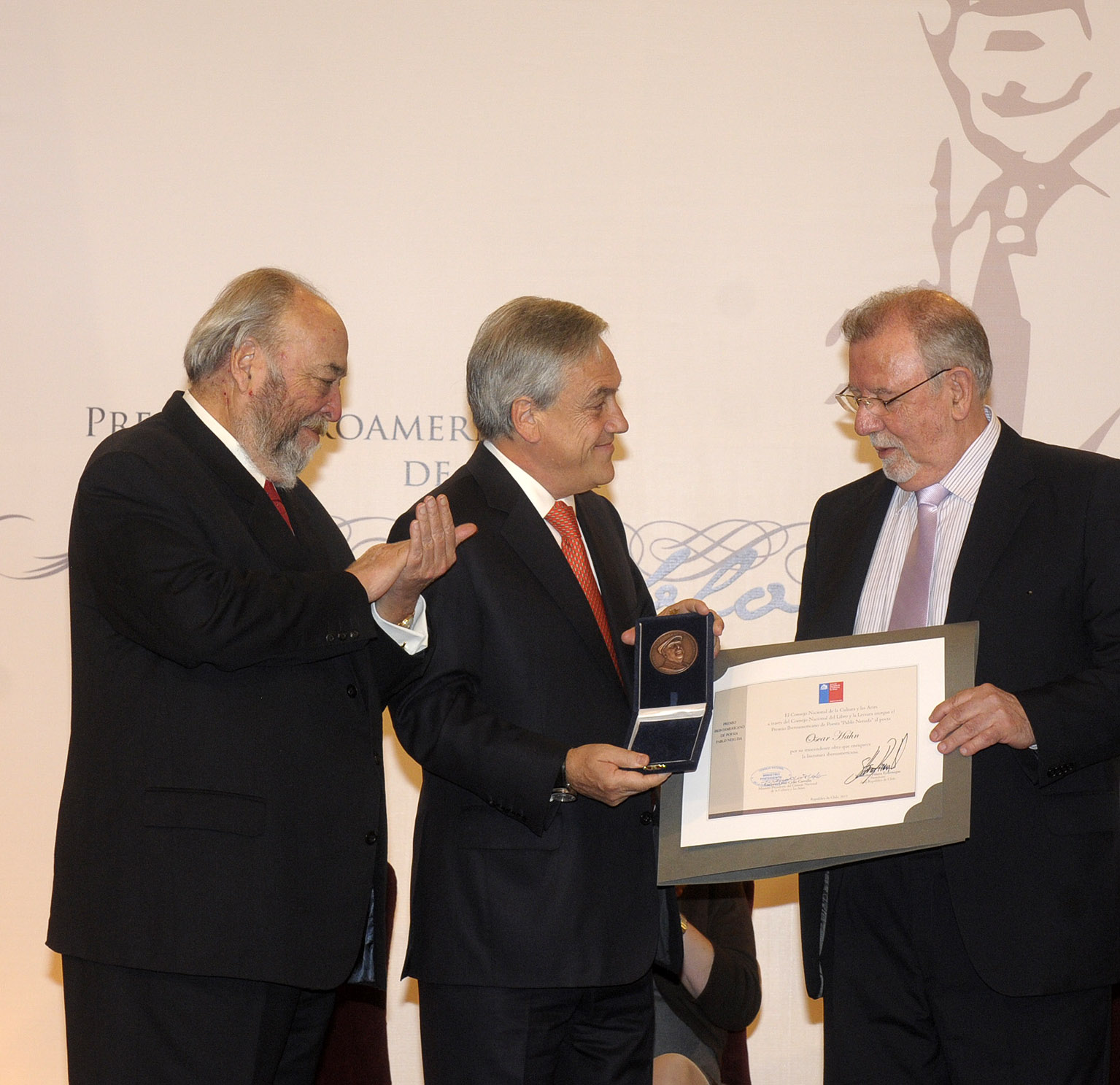
Óscar Hahn recibiendo el premio en 2011, junto a Sebastián Piñera.

| Año  | Poeta                                 | Fotografía |
| ---- | ------------------------------------- | ---------- |
| 2004 | José Emilio Pacheco (1939-2014)       |            |
| 2005 | Juan Gelman (1930-2014)               |            |
| 2006 | Carlos Germán Belli (1927 - 2024)     |            |
| 2007 | Fina García Marruz (1923 - 2022)      |            |
| 2008 | Carmen Berenguer (1946-2024)          |            |
| 2009 | Ernesto Cardenal (1925-2020)          |            |
| 2010 | Antonio Cisneros (1942-2012)          |            |
| 2011 | Óscar Hahn                            |            |
| 2012 | Nicanor Parra (1914-2018)             |            |
| 2013 | José Kozer                            |            |
| 2014 | Reina María Rodríguez                 |            |
| 2015 | Augusto de Campos                     |            |
| 2016 | Raúl Zurita                           |            |
| 2017 | Joan Margarit (1938-2021)             |            |
| 2018 | Elvira Hernández                      |            |
| 2019 | Gloria Gervitz (1943 - 2022)          |            |
| 2020 | No entregado por pandemia de COVID-19 |            |
| 2021 | Olvido García Valdés                  |            |
| 2024 | Rosabetty Muñoz                       |            |

## Libros editados
A partir de esta instancia se publicó La antología de Nicanor Parra según Niall Binns, el año 2012.